# Piabuna nanna
Espèce
Piabuna nanna est une espèce d'araignées aranéomorphes de la famille des Phrurolithidae.

## Distribution
Cette espèce est endémique d'Utah aux États-Unis,.

## Description
La femelle holotype mesure 1,9 mm.

## Publication originale
- Chamberlin & Ivie, 1933 : Spiders of the Raft River Mountains of Utah. Bulletin of the University of Utah, vol. 23, no 4, p. 1-79 (texte intégral).